# Thomas Pollock Anshutz
Thomas Pollock Anshutz (Newport, 5 ottobre 1851 – Filadelfia, 16 giugno 1912) è stato un pittore statunitense.
Di impostazione naturalista e figurativo, fu docente di pittura, cofondatore della Darby School e capo della "Pennsylvania Academy of Art".

## Biografia
Thomas Anshutz nacque e crebbe nel Kentucky, a Newport. In seguito la famiglia si trasferì a Wheeling, in Virginia Occidentale. Ricevette i primi insegnamenti di disegno alla "National Academy of Design" nei primi anni 1870, sotto la guida di Lemuel Wilmart. Nel 1875 si trasferì a Filadelfia, dove seguì i corsi di Thomas Eakins, del quale divenne poi amico e stretto collaboratore.

Nel 1886 fu chiamato ad insegnare alla "Pennsylvania Academy". Fra i suoi numerosi allievi vi furono Robert Henri e William Glackens.
Nel 1892 sposò Effie Shriver Russel, con la quale si recò a Parigi in viaggio di nozze, ma non tornò in patria subito. Si iscrisse infatti all'Académie Julian e vi studiò per un anno. Alla fine del 1893 rientrò in America, riprese ad insegnare e a dipingere.

Si ritirò dall'insegnamento sul finire del 1911, a causa della sua salute cagionevole, e l'anno seguente, a 61 anni, si spense.
I suoi soggetti preferiti furono i ritratti, i paesaggi, le scene di vita quotidiana e le marine che Anshutz trattò sempre con un particolare piglio figurativo.

## Allievi
La sua principale allieva fu Margaret Taylor Fox (1857-1941)

## Galleria d'immagini

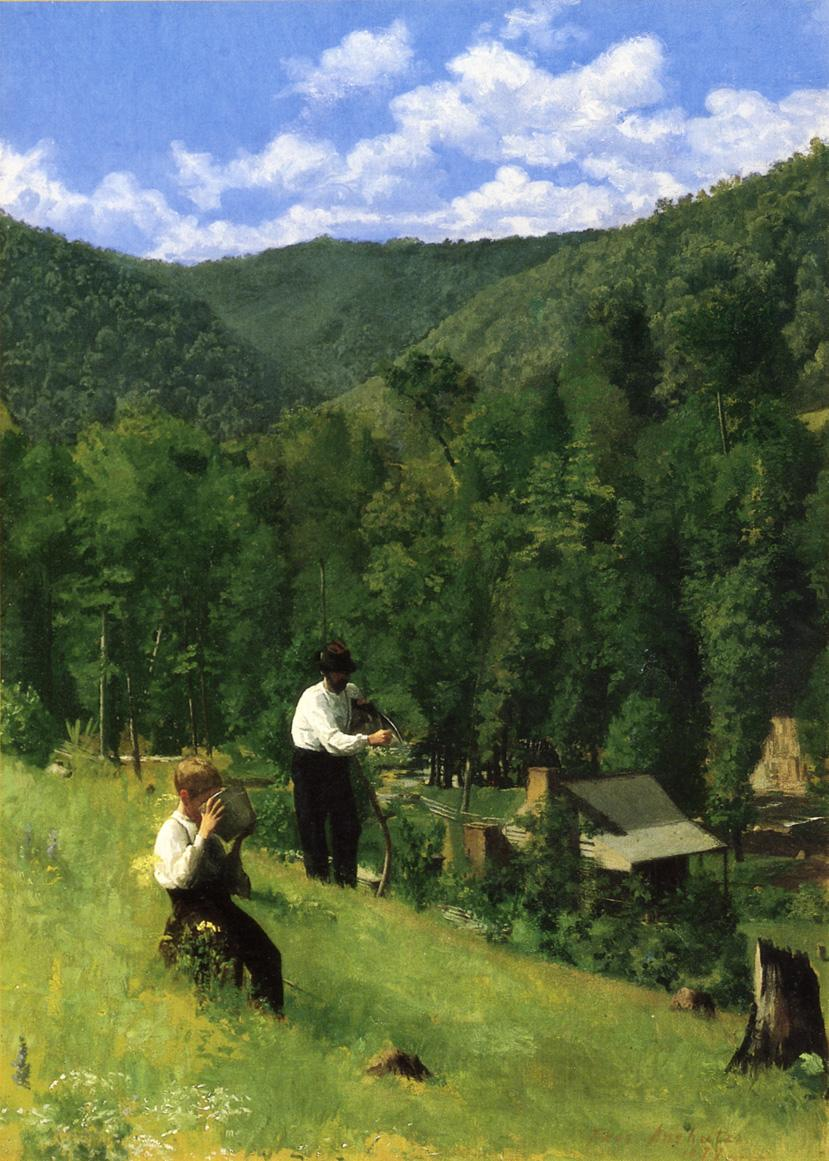
Il fattore e suo figlio
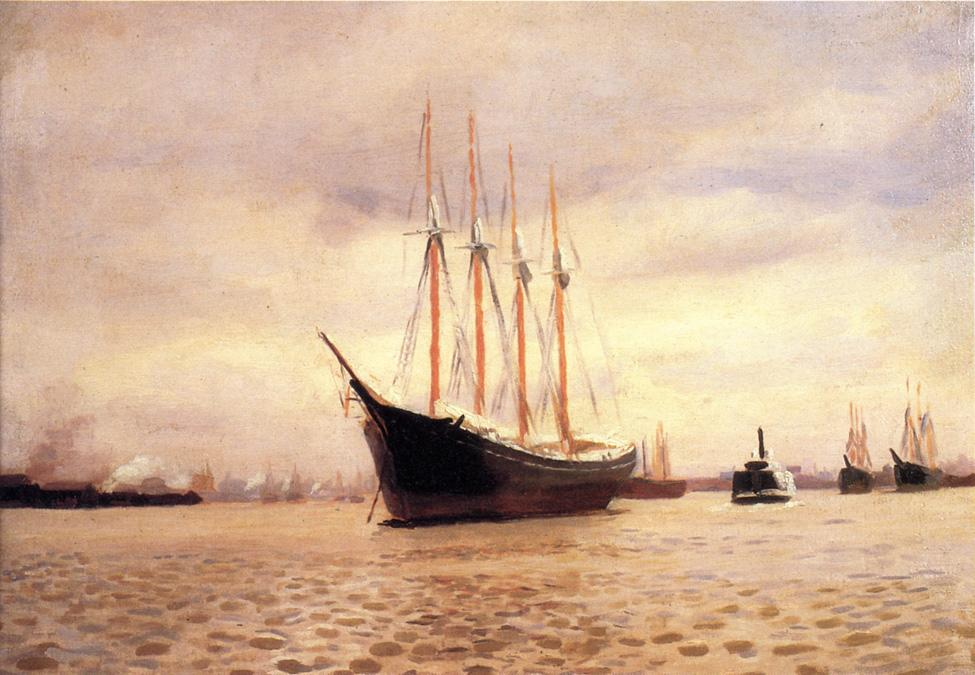
Sul fiume Delaware
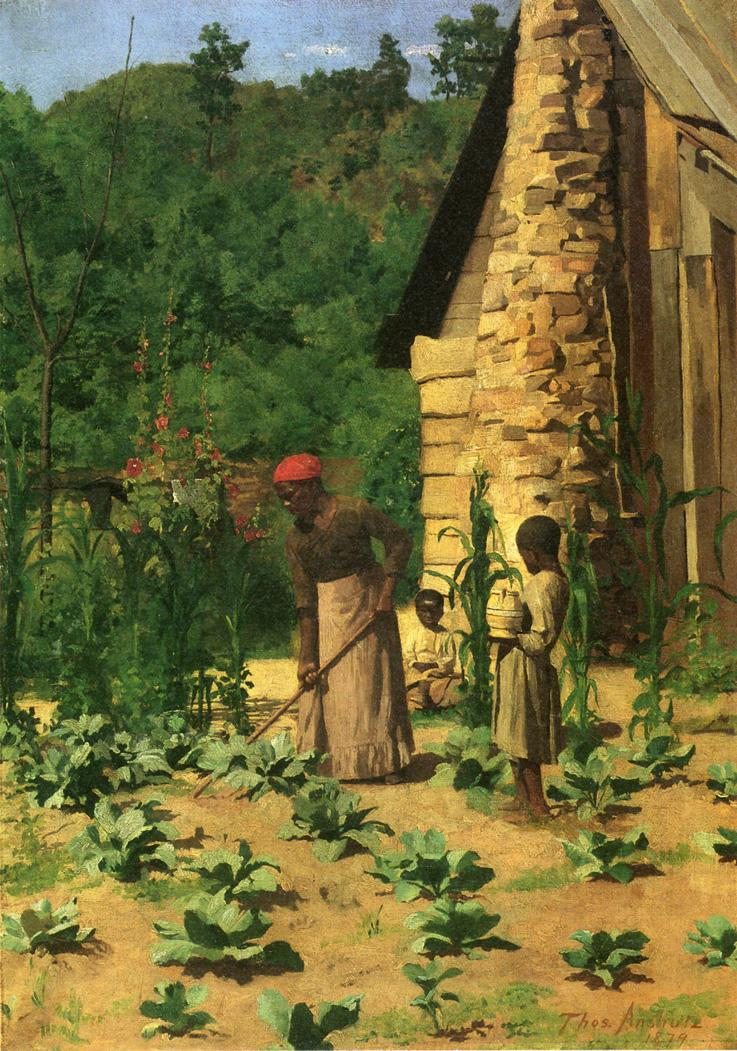
Il loro modo di vivere
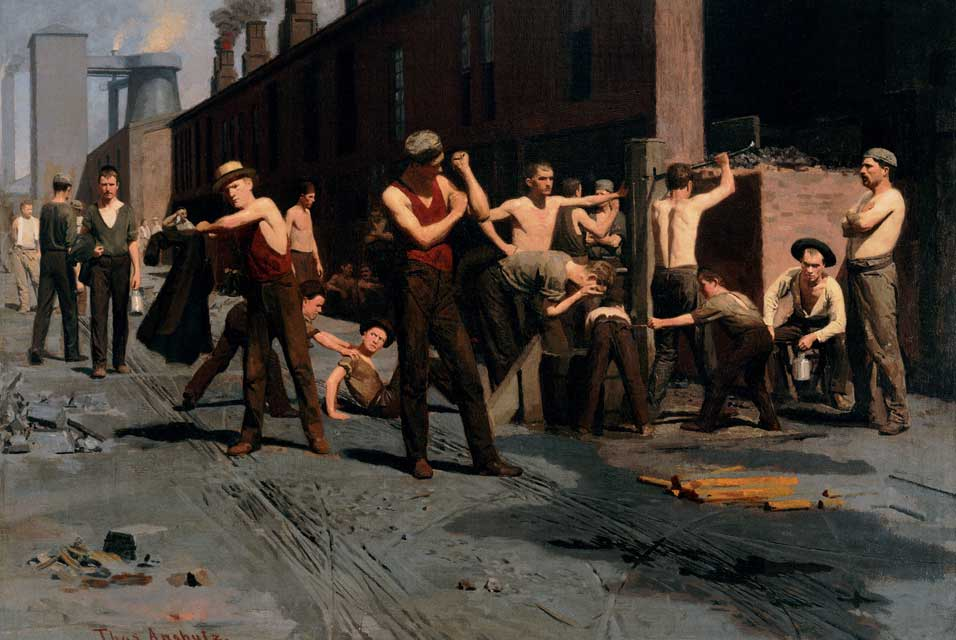
Gli operai della ferriera
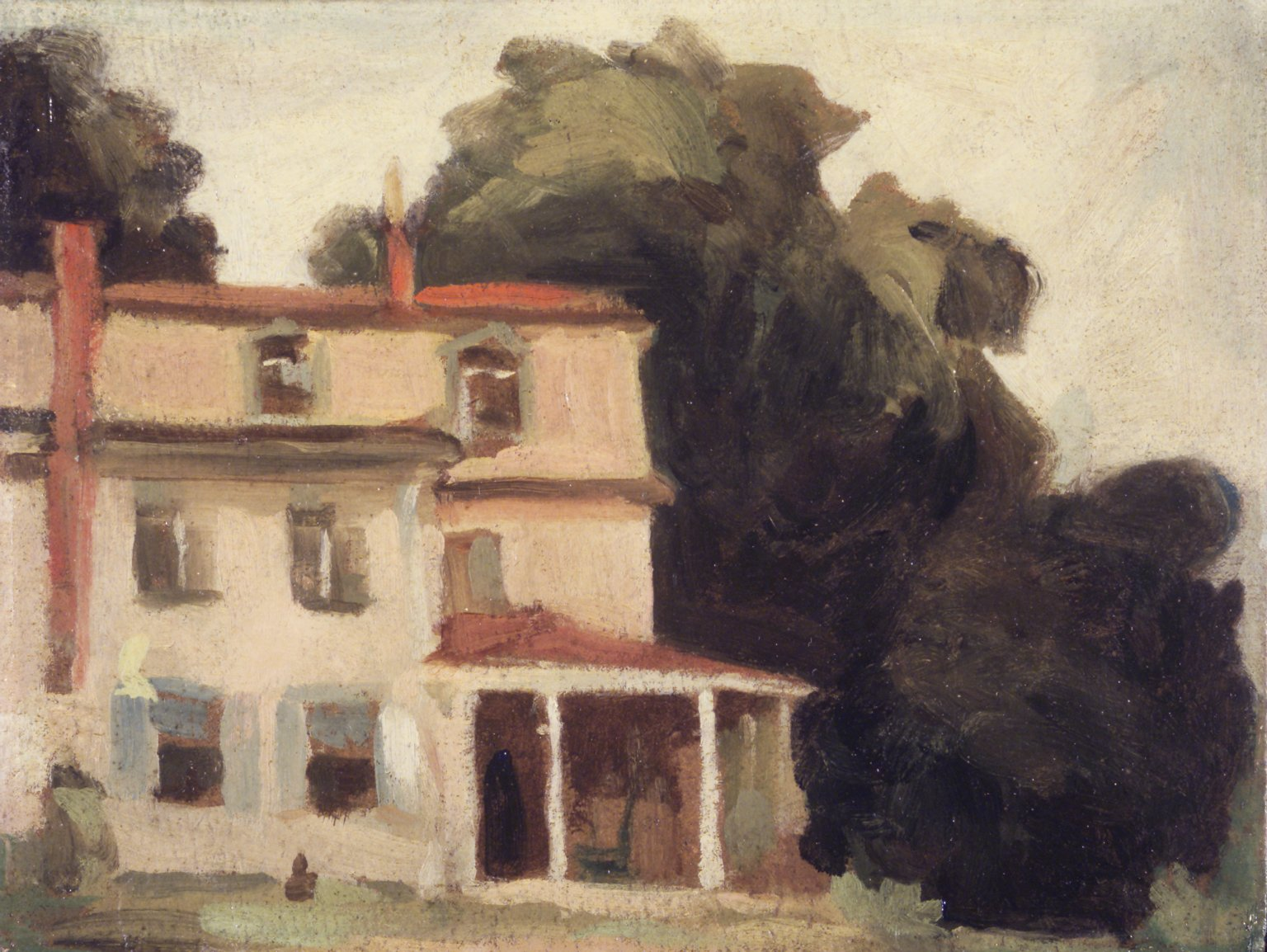
La casa dell'artista
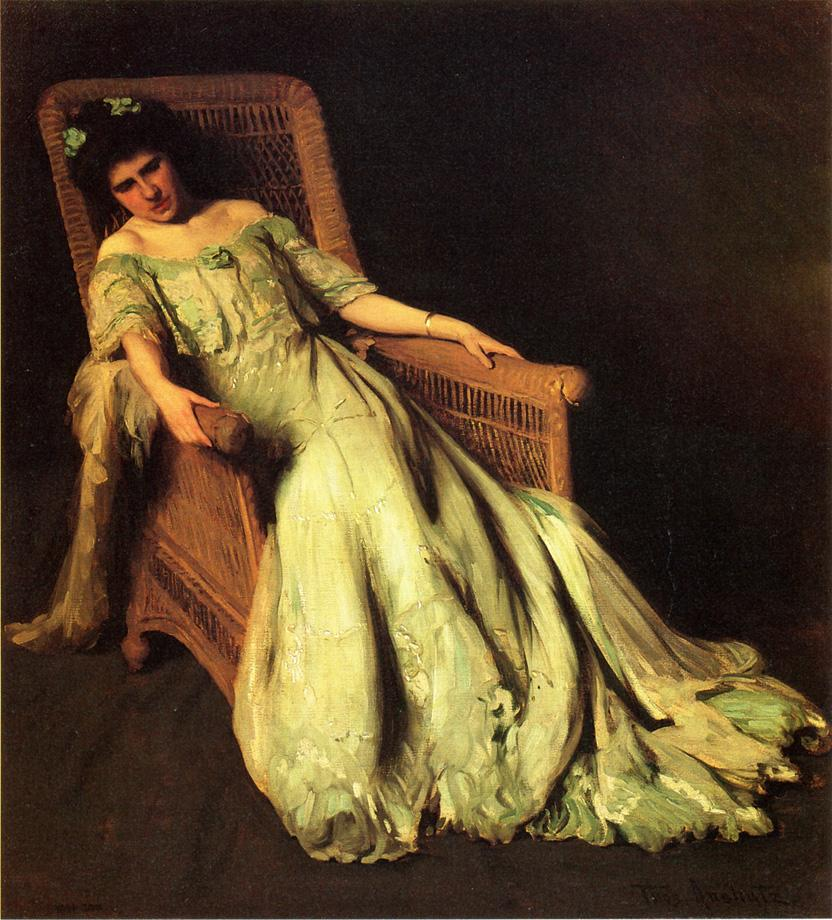
Figura singola
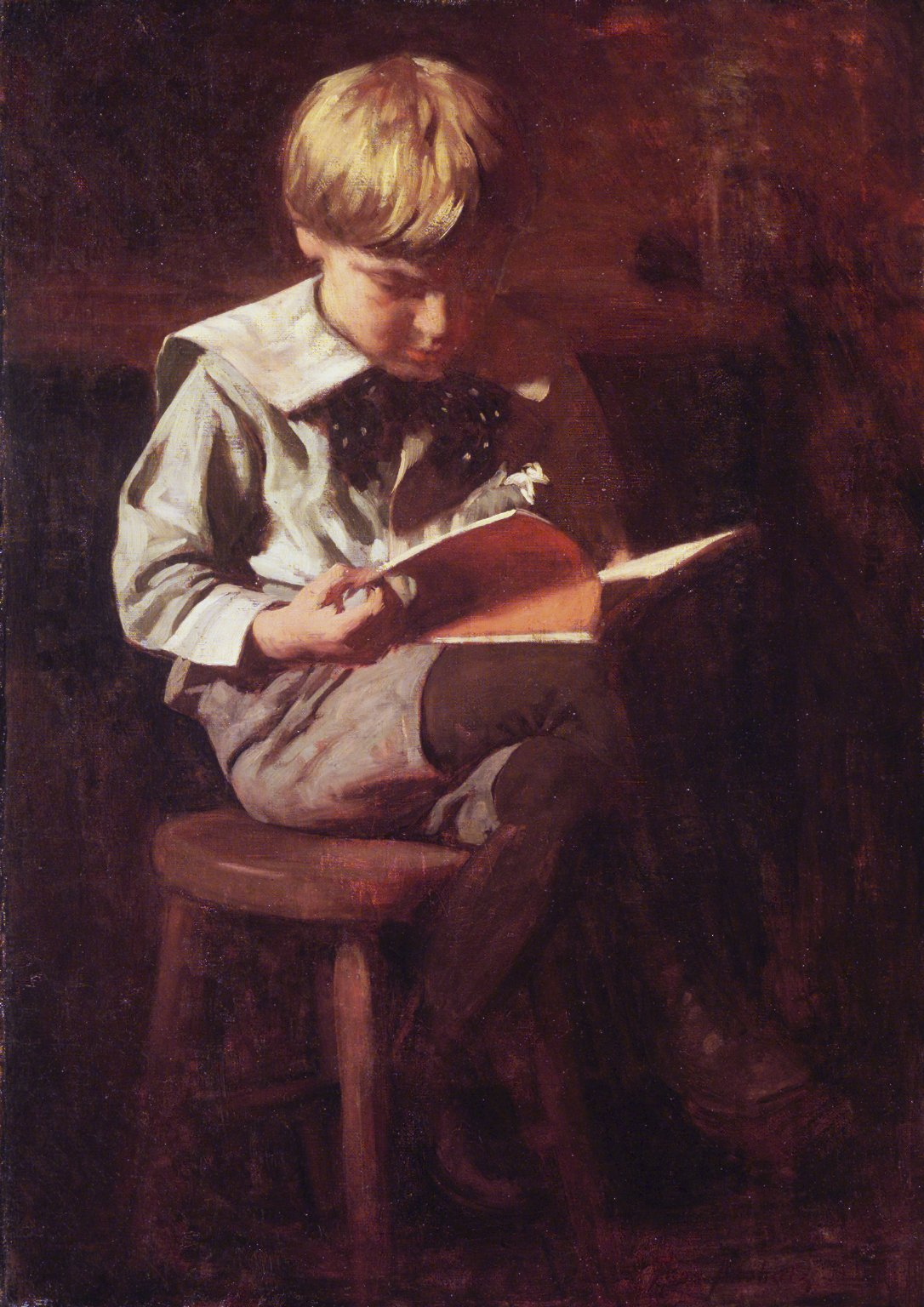
Ragazzo che legge
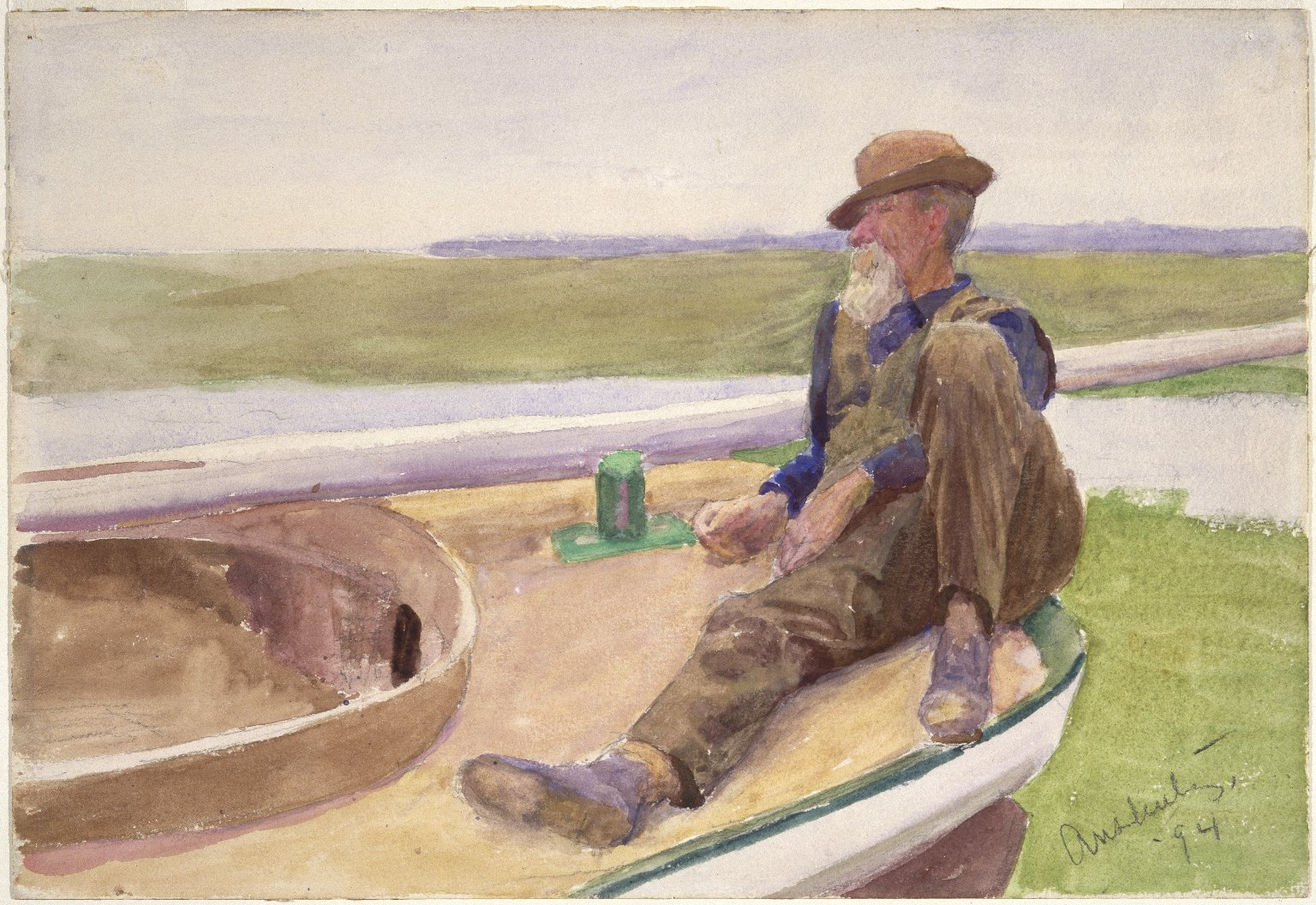
L'uomo nella barca
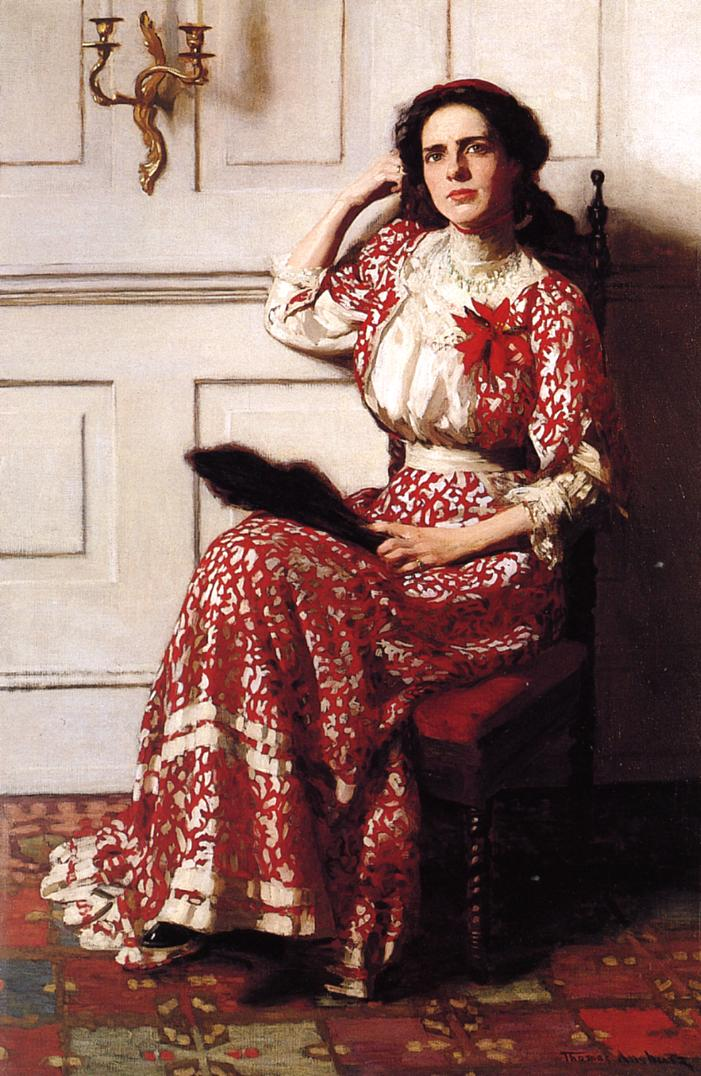
Rebecca H. Whelan
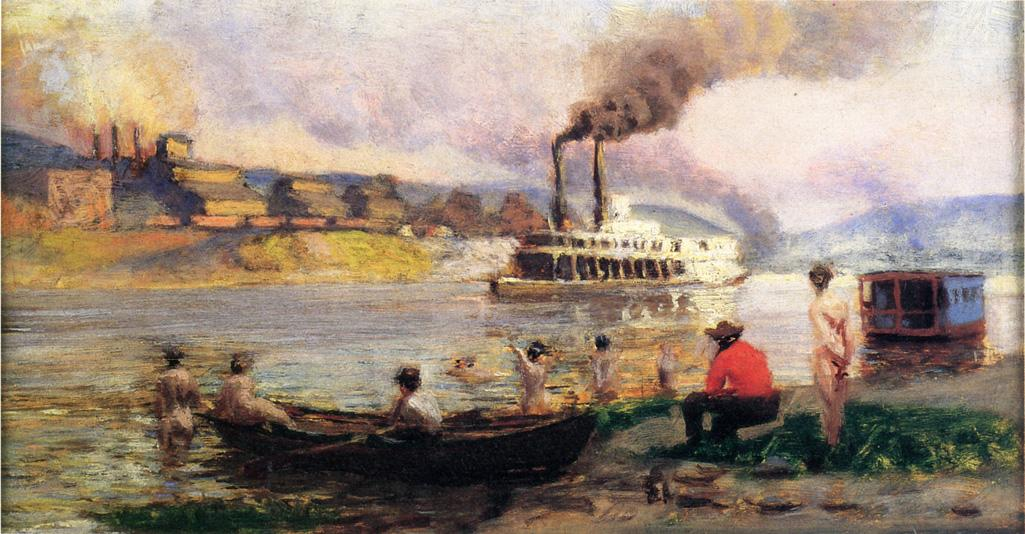
Il battello sul fiume Ohio